# Vénus Beauté (Institut)

Vénus Beauté (Institut) é um filme francês de 1999, com duração de 105 minutos, escrito e dirigido por Tonie Marshall.

## Elenco
- Audrey Tautou
- Bulle Ogier
- Jacques Bonnaffé
- Mathilde Seigner
- Nathalie Baye
- Robert Hossein
- Samuel Le Bihan